# Utrany
Utrany (biał. Утраны, Utrany; ros. Утраны, Utrany) – wieś na Białorusi, w obwodzie brzeskim, w rejonie bereskim, w sielsowiecie Sielec.

## Historia
W XIX i w początkach XX w. położone były w Rosji, w guberni grodzieńskiej, w powiecie prużańskim, w gminie Noski.
W dwudziestoleciu międzywojennym leżały w Polsce, w województwie poleskim, w powiecie prużańskim, do 22 stycznia 1926 w gminie Noski, następnie w gminie Sielec. W 1921 miejscowość liczyła 107 mieszkańców, zamieszkałych w 20 budynkach, w tym 106 Białorusinów i 1 Polaka. 106 mieszkańców było wyznania prawosławnego i 1 rzymskokatolickiego.
Po II wojnie światowej w granicach Związku Sowieckiego. Od 1991 w niepodległej Białorusi.